# جيمس دوغان
جيمس دوغان (بالإنجليزية: James Dugan)‏ هو مؤرخ وكاتب وصحفي أمريكي، ولد في 7 مايو 1912، وتوفي في 3 يونيو 1967 بسبب نوبة قلبية.

## وصلات خارجية
- جيمس دوغان على موقع IMDb (الإنجليزية)